# Кнедла у грлу: антологија чешког афоризма
Кнедла у грлу: антологија чешког афоризма књига је чешких афоризама коју је превео, приредио и за њу написао предговор правник, сатиричар и политичар Александар Чотрић, објављена је 2020. године у издању "Српске речи" из Београда.

## О приређивачу и преводиоцу
Александар Чотрић је рођен 25. септембра 1966. године у Лозници. По занимању је дипломирани правник и афористичар. Од 1984. године објављивао је афоризме у новинама и часописима, а хумористичко-сатиричне приче од 2003. године. Члан је Удружења књижевника Србије. Припадник је Београдског афористичарског круга и члан Управног одбора овог удружења. Председник је Скупштине Фонда „Радоје Домановић“. Чортић је један од оснивача политичке странке Српски покрет обнове 1990. године. 

## О књизи
Прва антологија чешког афоризма на српском језику Кнедла у грлу је књига која на више од три стотине страна садржи више од две и по хиљада афоризама, деведесет двоје чешких аутора кратке форме, почев од Јана Коменског који је живео и стварао крајем 16. и почетком 17. века, до најмлађе Радке Денемаркове, рођене 1968. године.
Књигу је илустовао карикатуриста и илустратор Тошо Борковић, а рецензент дела је Витомир Теофиловић који је, осим анализе чешке афористике, написао и историјски преглед српско-чешких културних и духовних веза. Аутори осврта на чешки афоризам у књизи су др Слободан Симић, Јелена М. Ћирић, Мартин Пребуђила и Бојан Богдановић.
Наслови тих текстова у књизи су:
- Његово величанство хумор (стр. 3-13)
- Културом и хумором над понорима историје (стр. 271-291)
- Пенушави чешки афоризам (стр. 292-293)
- Лимунада без шећера или Афоризам је смешна мисао, али само док је не разумемо (Патриција Холечкова) (стр. 294-295)
- Чешка кнедла (у грлу) без чешког пива и чешког хумора никако не иде --- (стр. 296-297)
- Чешки виртуози (стр. 298-299)

Књига нуди могућност да се читаоци упознају са духовитим и бритким мислима најбољих и најпознатијих чешких личности из области књижевности, филма, музике, позоришта, фолозофије и других области уметности и науке међу којима су Франц Кафка, Милан Кундера, Бохумил Храбал, Томаш Г. Масарик, Вацлав Хавел, Јарослав Хашек, Јозеф Шкворецки, Карел Чапек, Габријел Лауб, Франтишек Вимазал, и многи други.
Приређивач Антологије је независно од године рођења и смрти, ауторе које је одабрао поређао по азбучном реду и почиње од Ота Фратичека Баблера (1901—1984).
Теме које се најчешће срећу у чешкој афористици по Чортићу су свакодневна, обична интересовања, проблеми малог човека попут брака и породице. Због тога је мишљења да је чешки афоризам упутство за преживљавање, рецепт за оздрављење, реплика за увреде, парола за пролаз даље јер је хумор једини достојанствен начин да будете тужни, и због тога је читање чешког афоризма потпун, не само књижевни него и уметнички доживљај.

## Избор афоризама
Избор неколико афоризама чешких аутора:
- Ото Фратичек Баблер: "Освета је дивља правда.", "Историју је много пријатније студирати него преживети.", "Матерњи језик злобе чине иронија, лаж и клевета.", "Самоћа јача, усамљеност боли."
- Франц Кафка: „Кад је човек сам увек је у лошем друштву.“
- Милан Кундера: „Полицијски досије – наша једина нада у бесмртност.“
- Бохумил Храбал: „Политика је простор могућег, уметност је простор немогућег.“
- Јарослав Хашек: „У лудници сви могу да кажу било шта што им падне на памет, као у парламенту.“
- Јозеф Шкворецки: „Друштвена свест је мода која се мења сваке године.“
- Карел Чапек: "Хумор је најдемократскији облик људског живота."
- Габријел Лауб: „Сатира има право претеривања, али одавно нема потребе да користи то право.“
- Франтишек Вимазал: „Чеси су велики у малим стварима.“
- Јан Бернат: "Сексуална привлачност рађа пренасељеност, будимо ружни!", "Пољубац је најпријатнији начин преношења бацила.", "Брак има предност што човек није сам, а ману што човек није сам.", "За завист је потребно двоје, за љубомору троје а за глупост је довољно и једно."
- Лубомир Брожек: "И књижевност има свој смртни грех: досаду.", "Знам песнике који целога живота нису написали ни један стих, а знам и ауторе многих збирки који песници никада неће бити.", "Добрим књигама, за разлику од љубавница, можемо се вратити."
- Станислав Брожек: "Са дивним мислима је као са дивним женама, најчешће се испостави да већ припадају неком."
- Власта Буријан: "У време епидемије није хигијенски вући народ за нос.", "Политички потоп је прошао, али је оставио блато.", "Чешка је најлепша земља на свету, али је штета што у њој живе Чеси."
- Јарослав Путник: "Тужна истина. Шта је социјализам? Најдужи и најтежи пут од капитализма до капитализма."